# Марк Ассінор
Марк Ассінор Осей (англ. Mark Assinor Osei; нар. 13 липня 2000, Гана) — ганський футболіст, нападник черкаського ЛНЗ.

## Життєпис

### Ранні роки
Народився 13 липня 2000 року в Гані. Футболом розпочав займатися на батьківщині, де виступав за «Чериті Старз». У ранньому віці вирішив спробувати свої сили за кордоном, переїхав до Польщі. Наприкінці серпня 2019 року підписав контракт з нижчоліговою «Желєзянкою» (Залесьє). На початку липня 2020 року перебрався до ЛКС «Сокула» (Коцмижув) з четвертої ліги Польщі, де провів два сезони. У сезоні 2021/22 років проявив бомбарирський талант, відзначився 20-ма голами.

### Гутник (Краків)
У середині липня 2022 року став гравцем «Гутника». У футболці краківського клубу дебютував 31 липня 2022 року в нічийному (0:0) домашньому поєдинку 3-го туру Другої ліги Польщі проти «Ястжеб'я». Марк вийшов на поле в стартовому складі та відграв увесь матч. Першим голом за «Гутник» відзначився на 76-й хвилині переможного (6:0) домашнього поєдинку 4-го туру Другої ліги Польщі проти «Сярки» (Тарнобжег). Ассінор вийшов на поле в стартовому складі та відграв увесь матч. У першій половині сезону 2022/23 років провів 14 матчів у Другій лізі та відзначився 3-ма голами.

### Оренда до «Гарбарні»
У січні 2023 року відправився на перегляд до «Гарбарні». Зіграв у двох товариських матчах, проти «Брук-Бет Термаліки» та резервної команди «Ракува». За результатами перегляду, наприкінці січня 2023 року уклав з краківським клубом піврічну орендну угоду. У футболці краківського клубу дебютував 24 лютого 2023 року в програному (0:3) виїзному поєдинку 20-го туру Другої ліги Польщі проти «Погоні» (Седльці). Марк вийшов на поле в стартовому складі, на 49-й хвилині отримав жовту картку, а на 60-й хвилині його замінив Матеуш Новак. Першим голом за «Гарбарню» відзначився 4 березня 2023 року на 76-й хвилині нічийного (1:1) домашнього поєдинку 21-го туру Другої ліги Польщі проти «Стоміла» (Ольштин). Ассінор вийшов на поле в стартовому складі та відіграв увесь матч, а на 62-й хвилині отримав жовту картку. У другій половині сезону 2022/23 років відзначився 6-ма голами в 13-ти матчах Другої ліги.

### «Желєзьярн» (Подбрезова)
У середині липня 2023 року вільним агентом підсилив «Желєзьярн». Дебютував за нову команду 20 серпня 2023 року в програному (0:2) виїзному поєдинку 4-го туру словацької Суперліги проти трнавського «Спартака». Марк вийшов на поле на 61-й хвилині замість Рене Парая. Першим голом за подберезовську команду відзначився 23 серпня 2023 року на 27-й хвилині переможного (12:0) виїзного поєдинку кубку Словаччини проти «Татрана» (Черни Балог). Першим голом у чемпіонаті Словаччини відзначився 3 вересня 2023 року на 78-й хвилині програного (2:3) виїзного поєдинку 6-го туру проти братиславського «Слована». Ассінор вийшов на поле на 59-й хвилині замість нігерійця Рідвана Санусі. У сезоні 2023/24 років зіграв 28 матчів (6 голів) у чемпіонаті Словаччини та 4 матчі (1 гол) у кубку Словаччини.

### ЛНЗ
На початку липня 2024 року підписав контракт з ЛНЗ. За даними інтернет-порталу Transfermarkt словаки отримали компенсацію у розмірі 230 000 євро. Дебютував в УПЛ 4 серпня 2024 року в матчі проти «Лівого берега», забивши переможний для своєї команди гол.

## Стиль гри
Зазвичай грає на позиції нападника, але за потреби здатен також зіграти й відтягнутого нападника.